# Municipio de Elm Mills
El municipio de Elm Mills (en inglés: Elm Mills Township) es un municipio ubicado en el condado de Barber en el estado estadounidense de Kansas. En el año 2010 tenía una población de 135 habitantes y una densidad poblacional de 0,87 personas por km².

## Geografía
El municipio de Elm Mills se encuentra ubicado en las coordenadas 37°25′33″N 98°39′59″O / 37.42583, -98.66639. Según la Oficina del Censo de los Estados Unidos, el municipio tiene una superficie total de 155.08 km², de la cual 154,54 km² corresponden a tierra firme y (0,35 %) 0,54 km² es agua.

## Demografía
Según el censo de 2010, había 135 personas residiendo en el municipio de Elm Mills. La densidad de población era de 0,87 hab./km². De los 135 habitantes, el municipio de Elm Mills estaba compuesto por el 94,81 % blancos, el 1,48 % eran afroamericanos y el 3,7 % eran de una mezcla de razas. Del total de la población el 2,96 % eran hispanos o latinos de cualquier raza.